# Alfred Monthieux
Alfred Monthieux né le 16 février 1945 est un homme politique et le maire de la commune française Le Robert. Il a été le maire du Robert en 1997, réélu en 2008, 2014 et 2020,.
Le 18 mai 2020, Alfred est élu maire du Robert avec 4049 de voix et 63,07% jusqu'en 2026, président sortant de la Cap-Nord en 2014,. Il est l'ancien conseiller général du Canton du Robert-1-Sud de 1998 à 2015.
Pour raisons de santé, il démissionne de ses fonctions de maire en novembre 2023,.